# Петрозаводское духовное училище
Петрозаводское духовное училище — начальное духовное учебное заведение в Олонецкой губернии, функционировало в 1809—1918 годах. Находилось в городе Петрозаводске.

## История
В 1806 году в Петрозаводске было открыто духовное училище для детей церковнослужителей, существовавшее за счёт платы, вносимой ими за обучение.
Выпускники училища, как правило, должны были определяться в приходы «на отцовские места». Воспитанники I класса училища обучались чтению и чистописанию, катехизису, краткой священной истории, нотному пению, российской грамматике, чтению и письму на латинском языке. Воспитанники II класса училища продолжали изучение этих предметов, а также обучались основам общей российской истории, арифметики и географии.
В 1809 году духовные училища были преобразованы в уездные духовные училища.
Полный учебный курс земского духовного училища был четырёхгодичным, состоящим из двух отделений — низшего (два года) и высшего (два года). В низшем отделении преподавались российская и славянская грамматика, арифметика, церковное нотное пение, церковный Устав, сокращенный катехизис и начала греческого и латинского языков. В высшем отделении дополнительно изучались всеобщая и священная история, география. Ученики также обучались ведению метрических книг, исповедальных ведомостей и других документов, необходимых в работе приходского священника.
Вначале Петрозаводское духовное уездное училище располагалось в небольшом деревянном доме петрозаводского уездного Духовного правления. В 1818 году, по распоряжению духовного начальства был куплен купеческий, каменный двухэтажный дом с мезонином за 8000 руб на Владимирской набережной, рядом с общественной городской пристанью.
Первым ректором (в 1809—1833 годах) Петрозаводского уездного духовного училища был выпускник Архангельской духовной семинарии, священник Троицкой Зарецкой церкви протоиерей Иосиф Никитич Ярославлев, смотрителем — священник Ермолай Соломенский, учителя — выпускники Кирилло-Белозерского духовного училища по классу филологии Василий Иванович Иконников, Андрей Иосифович Громов и воспитанник Новгородской духовной семинарии Стефан Александрович Богословский. В 1833—1843 годах ректором был иеромонах Ириней. Затем смотрителем училища был определён Гавриил Семёнович Арефинский (1843—1844), в 1844—1845 годах — Амфилохий, в 1845—1870 годах — Иван Иванович Другов.
В 1853/1854 учебном году приходское и уездное духовные училища Петрозаводска были объединены под названием Петрозаводское уездное духовное училище, которое состояло из 3 отделений: низшего, среднего и высшего. Курс обучения стал составлять 6 лет, по два года каждое отделение. Право поступать в низшее отделение училища имели дети церковнослужителей, достигшие 9 лет, но не старше 12 лет.
В 1868 году в училище обучалось 140 воспитанников. В 1869 году в училище была открыта библиотека.
В июле 1870 года Указом Святейшего Синода, располагавшееся в Александро-Свирском монастыре Свирское (Олонецкое) духовное училище было закрыто и объединено с Петрозаводским духовным училищем.
В 1870—1871 годах смотрителем был архимандрит Сергий (Пётр Мегорский), его сменил Матвей Фёдорович Спиридов (1871—1879). В 1879—1884 гг. смотрителем училища был Иоанникий, впоследствии епископ Архангельский и Холмогорский.
С 1882 году в училище был открыт приготовительный класс.
В 1883—1890 годы помощником смотрителя был будущий епископ Александр. В 1889—1891 — надзирателем и экономом был будущие митрополит Григорий.
В 1901 году епархиальным съездом депутатов олонецкого духовенства была утверждена форма для воспитанников Петрозаводского духовного училища. Форма состояла из двубортного пальто тёмно-серого сукна с такими же петлицами, обшитыми синим кантом с металлическими посеребрёнными пуговицами; праздничной однобортной блузы из тёмно-серого сукна со стоячим воротником, обшитым синим кантом; лакированного чёрного ремня для блузы с металлической посеребрённой пряжкой; праздничных брюк из тёмно-серого сукна; будничного однобортного сюртука со стоячим воротником без канта; чёрной суконной фуражки с синим кантом и с буквами ПДУ на околышке.
В 1884—1903 годах смотрителем был Дмитрий Иванович Любецкий, в 1903—1908 гг. — Василий Николаевич Ильинский. В 1908—1918 годах — Пётр Алексеевич Лебедев.
8 октября 1909 года духовенство и общественность Олонецкой губернии торжественно отпраздновали 100-летний юбилей училища. Отмечалось, что за сто лет деятельности училище окончили 1211 воспитанников. 
В 1916 году в учебную программу училища были введены уроки гимнастики и военного строя.
Должность инспектора училища в разные годы занимали Стефан Александрович Богословский, Михаил Иванович Остроумов, Гавриил Семёнович Арефинский, воспитанник академии Смирнов, Никанор Александрович Резухин, Василий Степанович Другов, Григорий Романович Модестов, Василий Евдокимович Альбицкий, Василий Фёдорович Соколов.
Учителями духовного училища за период существования в 1809—1918 годах работали более 130 преподавателей. Среди них Богословский С. А., Венедикт (Плотников), Воздвиженский В. А., Георгиевский И. А., Другов И. И., Ириней (Боголюбов), Лесков Н. Ф., Машезерский И. А., Мегорский П. И., Орфинский М. И., Толвуйский Т. Е., Шайжин Н. С., Ярославлев И. Н. и др.
Видными деятелями православной церкви стали некоторые ученики училища, в том числе Архиепископ Сергий.
Училище было ликвидировано в 1918 году. Хотя по распоряжению народного комиссариата просвещения духовным учебным учреждениям было разрешено закончить учебный год, комиссар по реорганизации училища за неподчинение училищного начальства новой власти, закрыл его с 11 мая 1918 г. В здании училища была открыта 4-я рабоче-крестьянская школа 2-й степени.